# Cinere (plaats)
Cinere is een bestuurslaag in het regentschap Depok van de provincie West-Java, Indonesië. Cinere telt 38.378 inwoners (volkstelling 2010).